# Джордан Томпсон (футболіст)
Джордан Томпсон (англ. Jordan Thompson, нар. 3 січня 1997, Белфаст) — північноірландський футболіст, півзахисник англійського клубу «Сток Сіті».
Виступав, зокрема, за клуби «Рейнджерс» та «Блекпул», а також національну збірну Північної Ірландії.

## Клубна кар'єра
Народився 3 січня 1997 року в місті Белфаст. Вихованець футбольної школи клубу «Манчестер Юнайтед», але не зміг пробитися в першу команду і був звільнений влітку 2015 року. Натомість Томпсон підписав контракт з шотландським «Рейнджерсом», де основним гравцем стати не зумів, виступаючи здебільшого в оренді в нижчолігових клубах «Ейрдріоніанс», «Рейт Роверс» та «Лівінгстон».
В червні 2018 року в статусі вільного агента Томпсон уклав контракт з англійським «Блекпулом», у складі якого провів наступні півтора роки своєї кар'єри гравця у Першій лізі, третьому за рівнем дивізіоні країни. Більшість часу, проведеного у складі «Блекпула», був основним гравцем команди.
17 січня 2020 року Джордан перейшов у «Сток Сіті» з Чемпіоншипу. Станом на 28 травня 2021 року відіграв за команду з міста Сток-он-Трент 49 матчів в національному чемпіонаті.

## Виступи за збірні
2013 року дебютував у складі юнацької збірної Північної Ірландії (U-17), загалом на юнацькому рівні взяв участь в 11 іграх, відзначившись 3 забитими голами.
Протягом 2016—2018 років залучався до складу молодіжної збірної Північної Ірландії. На молодіжному рівні зіграв у 12 офіційних матчах.
30 травня 2018 року дебютував в офіційних іграх у складі національної збірної Північної Ірландії в товариському матчі проти збірної Панами.